# Foramen ethmoïdal postérieur
Le foramen ethmoïdal postérieur est une petite ouverture à l'arrière de la paroi médiale de l'orbite.

## Structure
Le foramen ethmoïdal postérieur est situé entre l'os ethmoïde et le bord médian de la partie orbitale de l'os frontal.
Il fait communiquer les cavités orbitaires avec la fosse crânienne antérieure où il débouche à l'arrière du bord latéral du sillon olfactif sous une lame saillante issue de l'os sphénoïde.
Il permet le passage des vaisseaux ethmoïdaux postérieurs et du nerf ethmoïdal postérieur.